# Aishuu
Albums de Mucc
Tsuuzetsu
(2001) Homura Uta
(2002)
Aishuu (哀愁) est le deuxième EP du groupe de rock japonais Mucc, sorti le 25 décembre 2001.
Limité à 5 000 exemplaires, Aishuu est la dernière collaboration de Mucc avec le label Misshitsu Neurose avant que le groupe ne signe chez Dangre Crue.
L'EP regroupe différents titres initialement sortis au sein de leurs premières démos : les pistes 1, 4, 5 et 6 proviennent de Shuuka (愁歌) (1999), la piste 2 de Tsubasa wo kudasai (翼をください) (1998) et la piste 3 de NO!? (1997).
La piste bonus Roberto no Thema est une reprise de la chanson The House of the Rising Sun.

## Liste des titres
| No | Titre                           | Durée |
| -- | ------------------------------- | ----- |
| 1. | Hana (花)                       | 5:15  |
| 2. | Tsubasa wo kudasai (翼を下さい) | 4:14  |
| 3. | Kyousoukyoku (狂想曲)           | 4:24  |
| 4. | Ayatori (あやとり)              | 4:51  |
| 5. | Dilemma (ジレンマ)              | 4:13  |
| 6. | Robert no Thema (piste bonus)   | 3:57  |